# Pânico na TV
Pánico na TV fue un programa de televisión brasileño producido y transmitido por la RedeTV!. Tuvo su primera emisión celebrada en 28 de septiembre de 2003. Sus últimas ediciones inéditas fueron exhibidas en diciembre de 2011 y las últimas presentaciones de mejores momentos en enero y febrero de 2012. El final del programa ocurrió debido a la contratación de todo el equipo de la humorística a la Rede Bandeirantes, que pasó a comandar el Pânico na Band.